# Pontos de vida

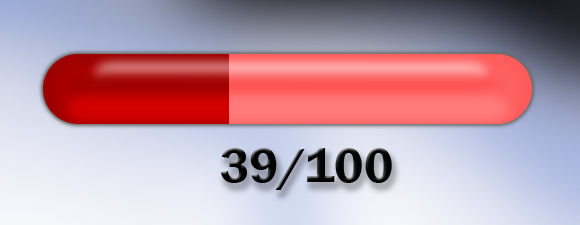
Representação de uma barra de vida com 39 pontos de vida restantes.

Pontos de vida, também denominados health points, hit points, damage points, life points, ou apenas health (dentre outros) são um parâmetro usado em RPGs de mesa e jogos eletrônicos para determinar o quão resistente é uma personagem (indicando quanto dano ele é capaz de suportar). O termo é geralmente abreviado para acrônimos de duas letras, como HP (Hit Points). O conceito dos pontos de vida remonta ao advento de Dungeons & Dragons, por iniciativa de Dave Arneson e Gary Gygax. Com personagens providos de características individuais, em lugar de exércitos, tornou-se necessário determinar os atributos que possuíam (dentre outras características); em D&D, o valor dos pontos de vida é determinado por variáveis como "Modificador de Constituição", "Dado de Vida" (determinado pela classe ou pelo modelo de criatura), entre outros.